# Лотарева, Анастасия Александровна
Анастаси́я Алекса́ндровна Ло́тарева (род. 7 декабря 1983, Москва) — российская журналистка, редактор, лауреат журналистских премий. Работала в ведущих российских и международных медиа, включая «Такие дела» и Русскую службу Би-би-си. Специализируется на социально значимой журналистике, освещении прав человека и социальных проблем.

## Биография
Родилась 7 декабря 1983 года в Москве. Окончила исторический факультет Московского государственного университета имени М. В. Ломоносова.

## Журналистская карьера
Начала журналистскую карьеру в агентстве РБК. С 2012 по 2015 год Лотарева занимала должность заместителя главного редактора в интернет-издании «Правмир».
В конце 2016 года Лотарева присоединилась к благотворительному порталу «Такие дела», где работала корреспондентом. Издание специализируется на освещении тем, связанных с благотворительностью, правами человека и социальными проблемами. Уже через два года, в мае 2018 года, она была назначена главным редактором издания. Оставила пост главного редактора в декабре 2020 года.
В феврале 2021 года присоединилась к команде Русской службы Би-би-си в качестве специального корреспондента.
17 января 2025 года Министерство юстиции России включило Анастасию Лотареву в реестр «иностранных агентов».

## Награды и признание
В ноябре 2022 года совместно с Елизаветой Фохт получила премию «Редколлегия» за статью о деятельности ЧВК «Вагнер».